# Bobo Piccoli
Bobo Piccoli, all'anagrafe Augusto Piccoli (Milano, 28 gennaio 1927 – Milano, 9 settembre 1981), è stato un artista italiano.

## Biografia
Bobo Piccoli nasce a Milano nel 1927 da una famiglia di intellettuali, il padre Valentino, laureato in Filosofia, era giornalista e scrittore, mentre la madre Pia Addoli era insegnante d'italiano ed una scrittrice. La loro casa a Milano era frequentata da intellettuali e artisti, fra i quali Mario Sironi, Carlo Carrà, Giuseppe Ungaretti, Salvatore Quasimodo, Giovanni Papini, Clemente Rebora, Ada Negri, Francesco Flora, il regista Alberto Lattuada e il compositore Giulio Confalonieri. Tutti i fratelli Piccoli si sono formati in questo ambiente, infatti Fantasio è diventato un noto regista teatrale, Laura Beatrice fu giornalista e scrittrice e Flora (sposata Biscottini) un'insegnante di lettere classiche.
Dal 1940 frequenta il ginnasio e liceo classico Parini a Milano. Nel 1945, ottenuto il diploma si iscrive all'Accademia di Belle Arti di Brera che frequenterà fino al 1951. All'Accademia studia pittura e affresco con Achille Funi, Carlo Carrà e Aldo Carpi. In questi anni i suoi  amici e compagni di corso sono Dario Fo, Alik Cavaliere, Gianni Dova.  Mentre fra gli amici più stretti c'erano  Alfredo Chighine, Fabio Mauri,  Ugo Mulas.
Nel 1946 aderisce al Manifesto del Realismo, conosciuto anche come Oltre Guernica, firmato da Giuseppe Ajmone, Rinaldo Bergolli, Egidio Bonfante, Gianni Dova, Ennio Morlotti, Giovanni Paganin, Cesare Peverelli, Vittorio Tavernari, Gianni Testori, Emilio Vedova, in occasione del Premio Ciri Agostoni. In questo periodo il giovane Bobo Piccoli, non ancora ventenne, è già molto aggiornato sulle più avanzate tendenze dell'arte internazionale, la sua pittura è ispirata a Picasso, come esempio non solo estetico ma anche etico e politico. Fra i quadri di riferimento, oltre all'intera produzione cubista del maestro catalano, è Guernica (1937) per il profondo impegno civile e politico.
Negli anni dell'Accademia Bobo Piccoli frequenta il bar Giamaica, è un luogo dove si incontrano artisti, intellettuali, scrittori, registi. È in questo periodo che sviluppa un profondo interesse per la letteratura e il teatro: approfondisce i testi di  Bertold Brecht, Samuel Beckett e Jean Paul Sartre. Legge i surrealisti Antonin Artaud, André Breton, Alberto Savinio, e poi gli scrittori italiani Italo Calvino, Cesare Pavese e Primo Levi. In questi anni è interessato all'Esistenzialismo che entrerà nella sua pittura dalla metà degli anni Cinquanta. Dopo gli esordi post-picassiani dell'Accademia,  segue una fase in cui la pittura di Bobo Piccoli risente dell'estetica Informale declinata secondo un linguaggio personale in cui si percepiscono lontani echi del Surrealismo e della pittura nera e tormentata  di Francis Bacon. I dipinti di questo momento hanno fondi scuri, neri e grigi intensi: composizioni, figure, paesaggi, raccontano un immaginario profondo e complesso.
Dagli anni Cinquanta diventano importanti nell'ambito di una ricerca artistica che riflette sulla sintesi delle arti le collaborazioni con gli architetti come Leonardo Fiori, Vito e Gustavo Latis, Fabio Mello, Roberto Menghi, Giuliano Rizzi, Alberto Scarzella, Marco Zanuso. Nel 1954 e nel 1960 è invitato alla Triennale di Milano. Mentre diversi lavori sono pubblicati su Domus.
Nel 1951 è consulente artistico, con Alik Cavaliere e Dario Fo, del film Miracolo a Milano di Vittorio De Sica.
Nel 1959 tiene la sua prima personale alla galleria dell'Ariete di Beatrice Monti della Corte a Milano.
Nel 1965 sposa la ceramista Rosanna Bianchi. Nello stesso anno Piccoli è invitato in qualità di visiting professor alla Bath Academy of Art, Bath (Wiltshire).
Dalla metà degli anni Sessanta inizia a sostituire il colore ad olio con l'acrilico. Alla materia densa dell'olio subentra la superficie omogenea e sottile dell'acrilico, i toni si fanno più luminosi, nei fondi prevale il bianco,  mentre le figure iniziano a colorarsi. L'interesse per il Surrealismo,  per artisti come Max Ernst, Magritte e Delvaux, si sviluppa in forme più definite, in paesaggi, composizioni, narrazioni metafisiche,  che tuttavoa non diventano mai figurative,  ma in cui si iniziano a riconoscere riferimenti umani e naturali.
In questi stessi anni inizia una collaborazione con Fontana Arte che porterà a realizzare alcune lampade iconiche come Re (1968), Regina (1968), Clessidra (1970). Sempre nell’ambito del design progetta vetri per Barovier & Toso.
Negli anni Settanta dipinge grandi paesaggi, Marine e Composizioni con fondi bianchi e prospettive profonde sviluppate in segni tondi e armoniosi che costruiscono una narrazione personale. È la stessa narrazione che si ritrova in alcune collaborazioni con gli architetti, come, ad esempio, il pavimento in marmo policromo del seicentesco Palazzo delle Stelline in Corso Magenta a Milano, intervento all'interno del progetto di riqualificazione di Jan Battistoni, prodotto dalla Fantini Mosaici, del 1973.
Negli ultimi tre anni di vita inizia un nuovo, importante, ciclo pittorico di ritratti, che resta incompiuto a proposito dei quali Guido Ballo scrive: “Dipinti come Birillo, Dama in Astrakan, Dama in Missoni, rendono semplificate le strutture, ma cariche di suggestioni nei colori e nei rapporti spaziali. Rivelano il vero pittore”. In questi dipinti le suggestioni e le ricerche condotte fino a quel momento si compongono in una pittura che declina la Metafisica al contemporaneo.